# Puttaparthi
Puttaparthi (lett. Villaggio dei Coni, poiché in passato era stato invaso dalle termiti, che avevano costruito termitai ovunque; detto anche semplicemente Parthi) è un villaggio dell'India di 11 340 abitanti, situato nel distretto di Anantapur, nello stato federato dell'Andhra Pradesh.

## Geografia fisica
La città è situata a 14° 10' 13 N e 77° 48' 05 E e ha un'altitudine di 800 m s.l.m.

## Storia
La cittadina, che un tempo consisteva in un piccolo agglomerato di capanne, oggi presenta un volto completamente rinnovato. Grazie all'impegno di Sathya Sai Baba nel campo del sociale, Puttaparthi oggi ospita numerosi istituti scolastici a tutti i gradi di istruzione, completamente gratuiti, e vari ospedali tra i quali merita di essere menzionato il Puttaparthi Super Speciality Hospital, uno dei policlinici più all'avanguardia dell'India, in cui interventi chirurgici a livello specialistico vengono eseguiti a titolo completamente gratuito.
Ogni giorno migliaia di persone, provenienti da ogni parte del mondo, si recano a Puttaparthi per fare visita a Sathya Sai Baba all'interno del suo Ashram, di nome Prashanti Nilayam.

## Società

### Evoluzione demografica
Al censimento del 2001 la popolazione di Puttaparthi assommava a 11 340 persone, delle quali 5 611 maschi e 5 729 femmine, distribuite in 2 981 abitazioni. I bambini di età inferiore o uguale ai sei anni assommavano a 1 422, dei quali 709 maschi e 713 femmine. Infine, coloro che erano in grado di saper almeno leggere e scrivere erano 6 464, mentre gli analfabeti erano 4 876.